# گیژتسکو
گیژتسکو (به لاتین: Giżycko) یک منطقهٔ مسکونی در لهستان است که در شهرستان گیژتسکو واقع شده‌است. گیژتسکو ۱۳٫۸۷ کیلومتر مربع مساحت و ۲۹٬۶۶۷ نفر جمعیت دارد.

## خواهرخوانده
شهرهای نوی‌مونستر و رودا شلوسکا خواهرخوانده‌های گیژتسکو هستند.